# Одри (Нови Јичин)
Одри (чеш. Odry) град је у Чешкој Републици. Град се налази у управној јединици Моравско-Шлески крај, у оквиру којег припада округу Нови Јичин.

## Становништво
Према подацима о броју становника из 2014. године град је имао 7.361 становника.